# Alessandro Scarlatti
Alessandro (Pietro Gaspare) Scarlatti (2. května 1660 Sicílie – 24. října 1725 Neapol) byl italský barokní skladatel, zakladatel neapolské operní školy. Otec dvou neméně slavných skladatelů: Domenica a Pietra Filipa.

## Život
Scarlatti se narodil na Sicílii, podle některých pramenů v Trapani, podle jiných v Palermu.
Již jako chlapec toužil se živit hudbou a proto odešel z rodné Sicílie do Říma. Tady přizpůsobil své původní příjmení Scarlata novým poměrům a přiženil se do muzikantské rodiny.
Zpravidla se uvádí, že byl žákem Giacoma Carissimiho, ale zřejmě musel mít i nějaké vazby na severní Itálii, neboť v jeho raných dílech lze vysledovat zřetelný vliv Alessandra Stradelly a Giovanniho Legrenzi.
Již v 19 letech pak slavil první úspěch se svou operou „Gli Equivoci nel sembiante“ (1679). Ta získala pozornost královny Kristiny Švédské, která v té době žila v Římě a skladatele jmenovala svým dvorním kapelníkem. Věnoval jí mimo jiné operu „Il Pompeo“ (1683).
V únoru 1684 se stal kapelníkem místokrále v Neapoli. Zde zkomponoval řadu oper ve stylu opera seria, které dosáhly mimořádné obliby. Komponoval i četná oratoria a hudbu k rozmanitým státním příležitostem.
V roce 1702 Scarlatti Neapol opustil a vrátil se až když byla španělská nadvláda vystřídána rakouskou. Mezitím se těšil přízni Ferdinanda III. Medicejského a komponoval opery pro jeho soukromé divadlo ve Florencii. Kromě toho se stal kapelníkem kardinála Ottoboniho v Římě a na jeho přímluvu i kapelníkem jednoho z nejdůležitějších římských chrámů chrámu sv. Marie Větší.
Po krátkém pobytu v Benátkách a Urbině se vrátil v roce 1708 do Neapole, kde zůstal až do roku 1717. Tehdy se zdálo, že Neapol je již unavena Scarlattiho hudbou a na závěr svého života se Alessandro vrátil tam, kde jeho hudební dráha začínala, do Říma. Zde vytvořil své nejslavnější opery: Telemaco, 1718; Marco Attilio Regolò, 1719 a La Griselda, 1721 a mnoho nádherné chrámové hudby.
Poslední, byť nedokončenou prací byla serenáda ke svatbě prince Stigliana. Alessandro Scarlatti zemřel v Neapoli 24. října 1725.

## Dílo
Scarlattiho dílo tvoří důležitý přechod mezi raně barokním vokálním stylem 17. století, jehož centry byly zejména Florencie a Benátky a klasickou hudbou 18. století, která vyvrcholila Wolfgangem Amadeem Mozartem.
Scarlatti kladl zejména důraz na hudební složku s využitím arie da capo a lyrickým charakterem melodií bez triviálních či jen tanečních názvuků. Následovníky a žáky měl nejen v Neapoli (Leonardo Leo, Leonardo Vinci, Nicola Porpora), ale po celé Itálii. Principem koncertantního pojetí sólového hlasu zejména v kantátách a mešních skladbách ovlivnil i mladého Georga Friedricha Händela a k jeho žákům se na sklonku jeho života počítali i další němečtí skladatelé Johann Adolf Hasse a Johann Joachim Quantz.
Scarlatti je autorem více než 60 oper, z nichž většina náleží k typu opera seria; jeho první opera buffa Il Trionfo dell’onore pochází až z roku 1718. Napsal několika desítek větších a přes 700 drobných kantát pro jeden až dva hlasy, s doprovodem cembala případně i dvojice houslí.
Údajně zkomponoval na 200 mší. Z nich však mimořádnou pozornost zasluhuje jediná: „Mše k poctě svaté Cecilie“ (1721), která je důstojným předchůdcem velkých mší Johanna Sebastiana Bacha a Ludwiga van Beethovena.
Instrumentální tvorbu reprezentuje cyklus dvanácti symfonií, cembalové tokáty a sedm sonát pro flétnu a smyčce z roku 1725, jež mohly být určeny jeho tehdejšímu žáku Quantzovi.

## Opery
1. Gli equivoci nel sembiante (1679, Řím, Teatro Capranica)
2. L'honestà negli amori (1680, Řím, Teatro della Pace)
3. Tutto il mal non vien per nuocere (1681, Řím, Teatro della Pace)
4. Il Pompeio (1683, Řím, Palazzo Colonna)
5. La guerriera costante (1683, Řím)
6. L'Aldimiro o vero Favor per favore (1683, Neapol, Teatro del Palazzo Reale)
7. La Psiche o vero Amore innamorato (1683, Neapol, Teatro del Palazzo Reale)
8. Olimpia vendicata (1685, Neapol, Teatro del Palazzo Reale)
9. La Rosmene o vero L'infedeltà fedele (1686, Řím, Palazzo Doria Pamphili )
10. Clearco in Negroponte (1686, Neapol Teatro del Palazzo Reale )
11. La santa Dinna (1687, Řím, Palazzo Doria Pamphili)
12. Il Flavio (1688, Neapol, Teatro del Palazzo Reale )
13. L'Anacreonte tiranno (1689, Neapol, Teatro San Bartolomeo )
14. L'Amazzone corsara o vero L'Alvilda (1689, Neapol Teatro del Palazzo Reale )
15. La Statira (1690, Řím, Teatro Tordinon)
16. Gli equivoci in amore o vero La Rosaura (1690, Řím, Teatro della Pace delle Cancelleria)
17. L'humanità nelle fiere o vero Il Lucullo (1691, Neapol, Teatro San Bartolomeo )
18. La Teodora Augusta (1692, Neapol, Teatro del Palazzo Reale )
19. Gerone tiranno di Siracusa (1692, Neapol, Teatro del Palazzo Reale )
20. L'amante doppio o vero Il Ceccobimbi (1693, Neapol, Teatro del Palazzo Reale )
21. Il Pirro e Demetrio (1694, Neapol, Teatro San Bartolomeo)
22. Il Bassiano o vero Il maggior impossibile (1694, Neapol Teatro San Bartolomeo )
23. La santa Genuinda, o vero L'innocenza difesa dall'inganno (1694, Řím, Palazzo Doria Pamphili)
24. Le nozze con l'inimico o vero L'Analinda (1695, Neapol, Teatro San Bartolomeo )
25. Nerone fatto Cesare (1695, Neapol, Teatro del Palazzo Reale )
26. Massimo Puppieno (1695, Neapol, Teatro San Bartolomeo )
27. Penelope la casta (1696, Neapol, Teatro San Bartolomeo )
28. La Didone delirante (1696, Neapol, Teatro San Bartolomeo )
29. Comodo Antonino (1696, Neapol, Teatro San Bartolomeo )
30. L'Emireno o vero Il consiglio dell'ombra (1697, Neapol, Teatro San Bartolomeo )
31. La caduta de' Decemviri (1697, Neapol, Teatro San Bartolomeo )
32. La donne ancora è fedele (1698, Neapol Teatro San Bartolomeo )
33. Il prigioniero fortunato (1698, Neapol, Teatro San Bartolomeo )
34. Gl'inganni felici (1699, Neapol, Teatro del Palazzo Reale)
35. L'Eraclea (1700, Neapol, Teatro San Bartolomeo )
36. Odoardo (1700, Neapol, Teatro San Bartolomeo )
37. Dafni (1700, Neapol)
38. Laodicea e Berenice (1701, Neapol Teatro San Bartolomeo )
39. Il pastor di Corinto (5.8.1701 Neapol Posilippo)
40. Tito Sempronio Gracco (carn?.1702 Neapol Teatro San Bartolomeo ) [Bireno e Dorilla*]
41. Tiberio imperatore d'Oriente (8.5.1702 Neapol Teatro del Palazzo Reale )
42. Il Flavio Cuniberto (1702, Pratolino)
43. Arminio (1703, Pratolino)
44. Turno Aricino (1704, Pratolino)
45. Lucio Manlio l'imperioso (1705, Pratolino)
46. Il gran Tamerlano (1706, Pratolino)
47. Il Mitridate Eupatore (1707, Benátky, Teatro San Giovanni Grisostomo )
48. Il trionfo della libertà (1707 ,Benátky, Teatro San Giovanni Grisostomo )
49. Il Teodosio (1709, Neapol, Teatro San Bartolomeo )
50. L'amor volubile e tiranno (1709, Neapol, Teatro San Bartolomeo )
51. La principessa fedele (1710, Neapol, Teatro San Bartolomeo )
52. La fede riconosciuta (1710, Neapol, Teatro San Bartolomeo )
53. Giunio Bruto o vero La caduta dei Tarquini (1711, Neapol)
54. Il Ciro (1712, Řím, Teatro della Pace)
55. Scipione nelle Spagne (1714, Neapol Teatro San Bartolomeo )
56. L'amor generoso (1714, Neapol, Teatro del Palazzo Reale )
57. Il Tigrane o vero L'egual impegno d'amore e di fede (1715, Neapol Teatro San Bartolomeo )
58. Carlo re d'Allemagna (1716, Neapol Teatro San Bartolomeo )
59. La virtù trionfante dell'odio e dell'amore (1716, Neapol, Teatro del Palazzo Reale )
60. Telemaco (1718, Řím, Teatro Capranica )
61. Il trionfo dell'onore (1718, Neapol, Teatro dei Fiorentini)
62. Il Cambise (1719, Neapol, Teatro San Bartolomeo )
63. Marco Attilio Regolo (1719, Řím, Teatro Capranica )
64. La Griselda (1721, Řím, Teatro Sala Capranica )